# Diplycosia glauciflora
Diplycosia glauciflora är en ljungväxtart som beskrevs av Herman Otto Sleumer. Diplycosia glauciflora ingår i släktet Diplycosia och familjen ljungväxter. Inga underarter finns listade i Catalogue of Life.